# Beauvais-sur-Tescou
Beauvais-sur-Tescou é uma comuna francesa na região administrativa da Occitânia, no departamento de Tarn. Estende-se por uma área de 12.1 km², e possui 363 habitantes, segundo o censo de 2018, com uma densidade de 30 hab/km².